# 田中氏 (高島七頭)
田中氏（たなかし）は、日本の武家。宇多源氏（近江源氏）佐々木氏流高島氏庶流。佐々木信綱の次男高島高信の孫・田中氏綱を祖とする。近江国高島郡田中郷より発祥。居城は田中城。高島七頭（西佐々木同名中）の一頭。

## 概要
田中氏は、近江国の西側（湖西）を根拠地とした高島氏やその庶流の高島七頭のうちの一頭である。同じく高島七頭のうちの越中氏・朽木氏とともに室町幕府と強固な関係を結び、公役を期待される存在となった。正応5年（1292年）12月には、佐々木頼綱が子の朽木義綱・田中氏綱・横山頼信に寄り合って所領を分けるように置文を認めており、この頃に氏綱は近江国高島郡田中郷を譲られたと考えられる。田中郷と田中氏が関連する史料の初見は嘉暦3年（1328年）で、田中左衛門尉雅綱が明王院に字木根田の二反を寄進している。永徳4年（1384年）2月21日には、田中下野守頼久が明王院に再び字木根田の二反を寄進している。頼久は同年4月には頼冬へと名前を改めている。明徳元年（1390年）には、朽木荘の地頭・朽木氏綱が佐々木田中（実名不知）と手を組み、朽木荘と葛川の境にある右淵・郷野田地等を横領した。葛川が氏綱に問いただしたところ、田中某に厳命の下知を加えると約束した。しかし、田中某の横領は止まなかった。その後は将軍の御教書によって守護遵行が行われた。明徳2年（1391年）9月には、田中太郎頼兼が上賀茂神社から同社領の高島郡安曇川御厨の所務職を預けられ、翌年には足利義満の相国寺供養に供奉している。応永3年（1396年）6月に氏綱が嫡子の朽木能綱へ所領を譲渡した際の譲状には、右淵・郷野を含んだ栃生郷が田中七郎に一期譲与された旨が記されている。そして、所領の譲渡も朽木氏や田中氏の横領は止まず、苅田狼藉も行われたため、再び御教書によって守護遵行となり、横領は収まった。応永26年（1419年）8月15日には足利義持の石清水八幡宮放生会参詣に佐々木田中下野守が供奉している。応永21年（1421年）6月には、足利義持によって田中下野守の所領や田中郷・西万木の地頭職が没収され北野天満宮に寄進されてしまった。正長2年（1429年）3月には上賀茂神社社家の「貞経」という人物が田中下野入道に書状を送っており、田中氏による安曇川御厨支配が継続していたことがわかる。永享2年（1430年）には足利義教の拝賀に佐々木（田中）下野四郎貞綱が供奉している。永享3年（1431年）8月には、理由は不明だが京都にいた田中氏が近江国へと没落した。それと同時期に越前国にいた田中一党が越前守護代・甲斐将久によってことごとく討伐されている。そして、それを聞いた足利義教は将久を御前に召し褒美を与えている。永享8年（1436年）には近江国高島郡音羽荘と志賀郡小松荘の山堺争論での現地沙汰付を田中式部丞が行っている。文安年間（1444年〜1449年）には佐々木田中三郎兵衛尉が外様衆として編成された。康正2年（1456年）7月25日には足利義教の拝賀に佐々木田中出雲守員頼が供奉している。長禄2年（1458年）9月には田中出雲守が年貢200貫文を、翌月には80貫文を北野天満宮に納入した。このことは田中氏が地頭代官であったことを示しており、北野天満宮の代官として現地支配に当たっていたことがわかる。寛正元年（1460年）12月以前には田中清賀が志賀郡比良荘の預所職を持っていたが、同年12月30日に押妨（年貢未納か）のために解任され一色政熙に宛てがわれた。応仁の乱では、田中四郎五郎貞信が没収されていた田中郷と西万木を横領している。貞信の貞の字は伊勢貞親から偏諱である。文明6年（1474年）8月には、北野天満宮の代官であった貞信が年貢未納であったため北野天満宮が幕府に訴えている。文明18年（1486年）には足利義尚の拝賀に四郎兵衛尉貞信が供奉している。また、貞信が横領していた田中郷と西万木の安堵を義尚からなされたが、翌長享元年（1487年）9月には北野天満宮が幕府に訴えて貞信の安堵を取り消した。しかし貞信は横領を続けた。延徳2年（1490年）から永正元年（1504年）頃に飯尾行房から朽木直親に送られた書状には、田中氏が歓喜寺名代官職を有していたと考えられる記述がある。田中氏の被官として今津の問丸の甲屋氏が見えることから、田中氏は朽木氏と同様に交通・流通に関わる有徳人を被官としていたことがわかる。文亀3年（1503年）には田中三郎右衛門が河上荘の地頭代官職を得ている。大永6年（1526年）2月16日には足利義晴の石清水八幡宮参詣に田中四郎五郎が供奉している。天文15年（1546年）12月18日から24日にかけての足利義輝の元服式・将軍就任儀礼に田中四郎兵衛尉頼長が供奉している。天文16年（1547年）3月には、足利義晴・義藤が細川晴元・三好長慶を討つために山城国将軍山城に入り、それに対抗するために六角定頼・義賢親子が晴元に味方した。この時、田中四郎兵衛（後号治部少輔）が六角方として参戦している。天文18年（1549年）12月の朽木稙長宛て田中頼長書状を最後に頼長は史料上から姿を消す。そして、『尊卑分脈』には飛鳥井雅綱の子が田中氏に養子入りし田中重茂を名乗ったとある。永禄5年（1562年）に確認できる田中氏の惣領である田中兵部大輔は、それまで田中氏の歴代が従五位下相当の下野守の官途を使用したのに対し、正五位下相当の兵部大輔を使用していることから、飛鳥井家出身の重茂のことであると考えられる。